# Nexus 10
Nexus 10  — планшет, що розроблений компанією Samsung та розповсюджується корпорацією Google, анонсований 29 жовтня 2012 року разом із смартфоном Nexus 4. Є одним із перших приладів із операційною системою Android Jelly Bean версії 4.2.

## Критика приладу
На ресурсі TechRadar сказано, що Nexus 10 є однозначно блискучим планшетом. Володіє найвищими технічними характеристиками за середню ціну. Приголомшливий екран та майже бездоганна робота ставлять його у ряд із «вбивцями iPad'у».
Ресурс TheVergeпоставив планшету оцінку 8.3 бала.

## Огляд приладу
- Google Nexus 10: ARM Cortex A15 і 10-дюймовий екран з роздільною здатністю 2560х1600 на aTech. — Процитовано 27 листопада 2012
- Огляд Google Nexus 10 [Архівовано 30 листопада 2012 у Wayback Machine.] на TechRadar. — Процитовано 27 листопада 2012 (англ.)
- Огляд Google Nexus 10 [Архівовано 3 грудня 2012 у Wayback Machine.] на TheVerge. — Процитовано 27 листопада 2012 (англ.)

## Відео
- ТехноПарк: огляд Nexus10 від ТехноПарку. — Процитовано 23 січня 2013
- Nexus: запитай мене будь-що [Архівовано 17 листопада 2012 у Wayback Machine.] від Google. — Процитовано 27 листопада 2012 (англ.)
- Огляд Google Nexus 10 [Архівовано 27 листопада 2012 у Wayback Machine.] від PhoneArena. — Процитовано 27 листопада 2012 (англ.)
- Огляд Google Nexus 10 [Архівовано 11 листопада 2012 у Wayback Machine.] від Engadget. — Процитовано 27 листопада 2012 (англ.)
- Огляд Samsung Nexus 10 [Архівовано 24 листопада 2012 у Wayback Machine.] від TheVerge. — Процитовано 27 листопада 2012 (англ.)